# Col du Grand Colombier
Pour les articles homonymes, voir Colombier et Grand Colombier.
Le col du Grand Colombier, aussi nommé col du Colombier, est un col routier du massif du Jura situé à 1 498 m d'altitude, situé dans le département de l'Ain, en Auvergne-Rhône-Alpes.

## Géographie

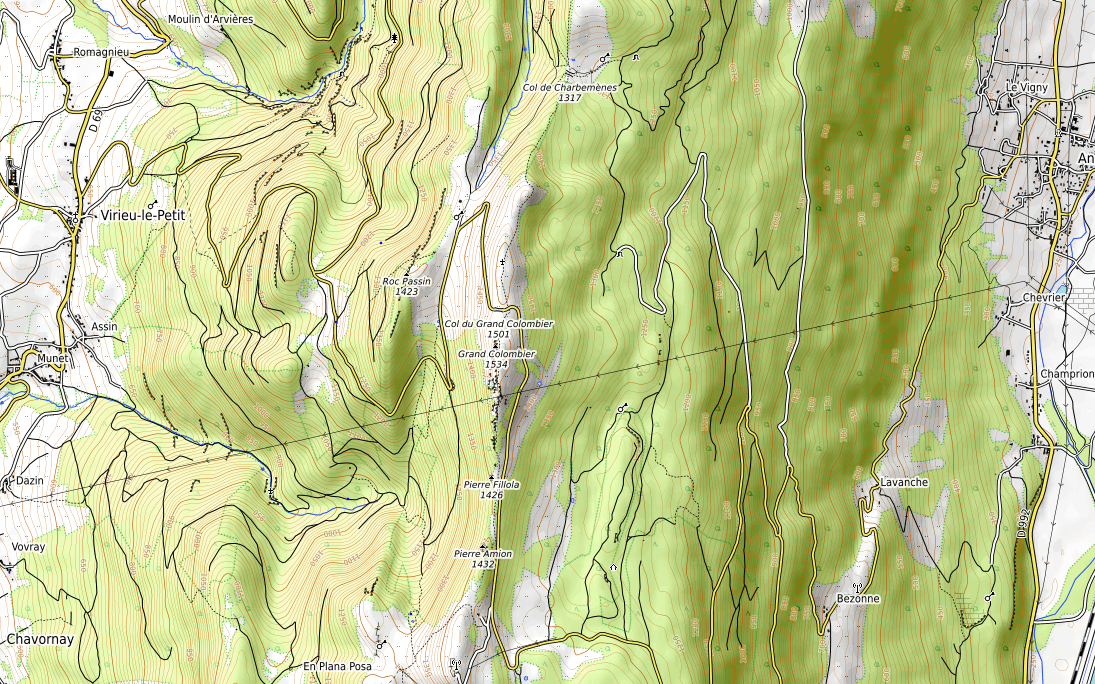
Carte topographique du col.

### Situation
Le col du Grand Colombier se situe à 1 498 mètres d'altitude sur le territoire de la commune d'Anglefort, à proximité du sommet du Grand Colombier. Il sépare le point culminant de ce dernier à 1 531 m d'altitude, situé à 500 mètres au sud du col, de la Croix du Colombier à 1 525 m d'altitude, située à 300 mètres au nord du col. À 1 250 mètres en contrebas du col, s'étend la vallée du Rhône, tandis qu'à l'ouest, il s'agit de la vallée du Séran. Il est situé à 3 kilomètres à l'est de Virieu-le-Petit qu'il surplombe de 850 mètres et à 4 kilomètres à l'ouest d'Anglefort, 1 200 mètres plus bas.
Le point de vue depuis le sommet permet de voir en contrebas la vallée du Rhône, le lac du Bourget et la sortie des gorges du Val du Fier, ou bien d'observer au loin les sommets alpins à l'est.

### Géologie
Le col est creusé dans les calcaires du Malm du Grand Colombier. Son soubassement est traversé par une faille de sens est-nord-est/ouest-sud-ouest, transversale à l'anticlinal. Quelques formations karstiques et éboulis sont présents au sud du col.

## Cyclisme

### Profil
Ce col est moins connu que les cols alpins, notamment parce que le Tour de France ne l'avait jamais emprunté jusqu'en 2012 ; la caravane du Tour de l'Ain y passe en revanche régulièrement. Il est néanmoins considéré par les cyclistes comme étant l'un des plus difficiles de France, à cause de la déclivité pouvant dépasser nettement les 10 % pendant de nombreux kilomètres sur plus de 1 200 m de dénivelé. Une confrérie cycliste, les « Fêlés du Grand Colombier », regroupe depuis 1992 plusieurs centaines de cyclos de toute l'Europe ayant réalisé l'ascension 2, 3 ou 4 de ses routes d'accès dans la même journée.
Quatre routes permettent d'accéder au col : deux à l'ouest et deux à l'est. Pour chaque versant, les deux routes se rejoignent à quelques kilomètres du col.
À l'ouest, plusieurs variantes sont possibles. L'une des plus difficiles consiste à le grimper par la route venant d'Artemare puis par Virieu-le-Petit. Cette voie présente des pentes très fortes avec un profil de 15,9 km à 7,8 %. Elle commence au carrefour (244 m) entre les routes D 31 et D 904 et la montée s'effectue au milieu des champs sur la première partie avec des pentes avoisinant les 5 %, quelques secteurs plus roulants mais aussi quelques portions à 7 % notamment vers Munet. Mais la difficulté se corse brusquement lorsque l'on suit à droite, à une bifurcation (637 m), après plus de 7 km d'ascension, la D 120C après Virieu-le-Petit. On commence en effet un secteur forestier de 4,4 km à plus de 12 % très difficile, comprenant notamment un court passage à 22 % inclus dans un tronçon de 400 m à 18 % de moyenne dans les 1 500 derniers mètres. C'est pourquoi ce côté est appelé « le versant ouest direct ». Au lieu-dit « La Selle » (1 176 m), cette route rejoint des versants moins difficiles provenant soit de Lochieu soit des « Moulins d'Arvière » et la pente du kilomètre suivant est moins difficile mais peu après, un « coup de cul » marque à nouveau des pourcentages sévères, proches de 10 % pour les trois ultimes kilomètres. Arrivé à proximité de « barrières canadiennes », qui empêchent les troupeaux de franchir les clôtures au niveau de la route, on aperçoit la croix sommitale.
Le plus difficile est un autre itinéraire moins classique et créé par la confrérie des Fêlés du Grand Colombier qui consiste à partir de Talissieu mais à prendre des raccourcis en dehors de la route principale pour rejoindre Munet et Virieu-le-Petit et terminer par la même dernière partie que le versant ouest direct d'Artemare. Avec un profil de 14,05 km à 9 % encore plus impressionnant que le précédent cité, on le surnomme « la Directissime ». En partant du croisement (241 m) entre la D 105 et la D 904 juste avant Talissieu et en suivant la route principale soit la D 105 jusqu'à Munet (540 m, km 5,3) puis la D 169 jusqu'au raccourci (637 m, km 7) de Virieu-le-Petit puis en suivant la même portion extrêmement dure précédemment citée, on obtient une distance de 15,5 km à 8,1 %, soit des statistiques comparables au versant ouest direct d'Artemare.
Cependant, toujours sur son versant occidental, d'autres itinéraires sont moins difficiles et évitent le tronçon aux pourcentages extrêmes, avec toutefois quelques raidillons à près de 15 % mais sur une route plus irrégulière avec des replats. Le premier consiste à partir encore de l'embranchement (244 m) entre les routes D 31 et D 904 à Artemare et continuer sur la D 31 puis la D 69 jusqu'à la bifurcation des « Moulins d'Arvière » (622 m, km 8,7) entre Virieu-le-Petit et Lochieu. Au km 17,2, cette voie établit une jonction au lieu-dit « La Selle » (1 176 m) avec la route directe et se termine par le même final. Au total, ce versant fait 21,3 km à près de 5,9 %. Plus court est celui qui démarre de Lochieu (608 m) pour 13,1 km à près de 6,8 %. Cette voie rejoint après moins d'un kilomètre la D 120 commençant aux « Moulins d'Arvière » et continue par la même route, atteignant le croisement avec la route directe après 9 km, où se rejoignent toutes les routes du versant ouest.

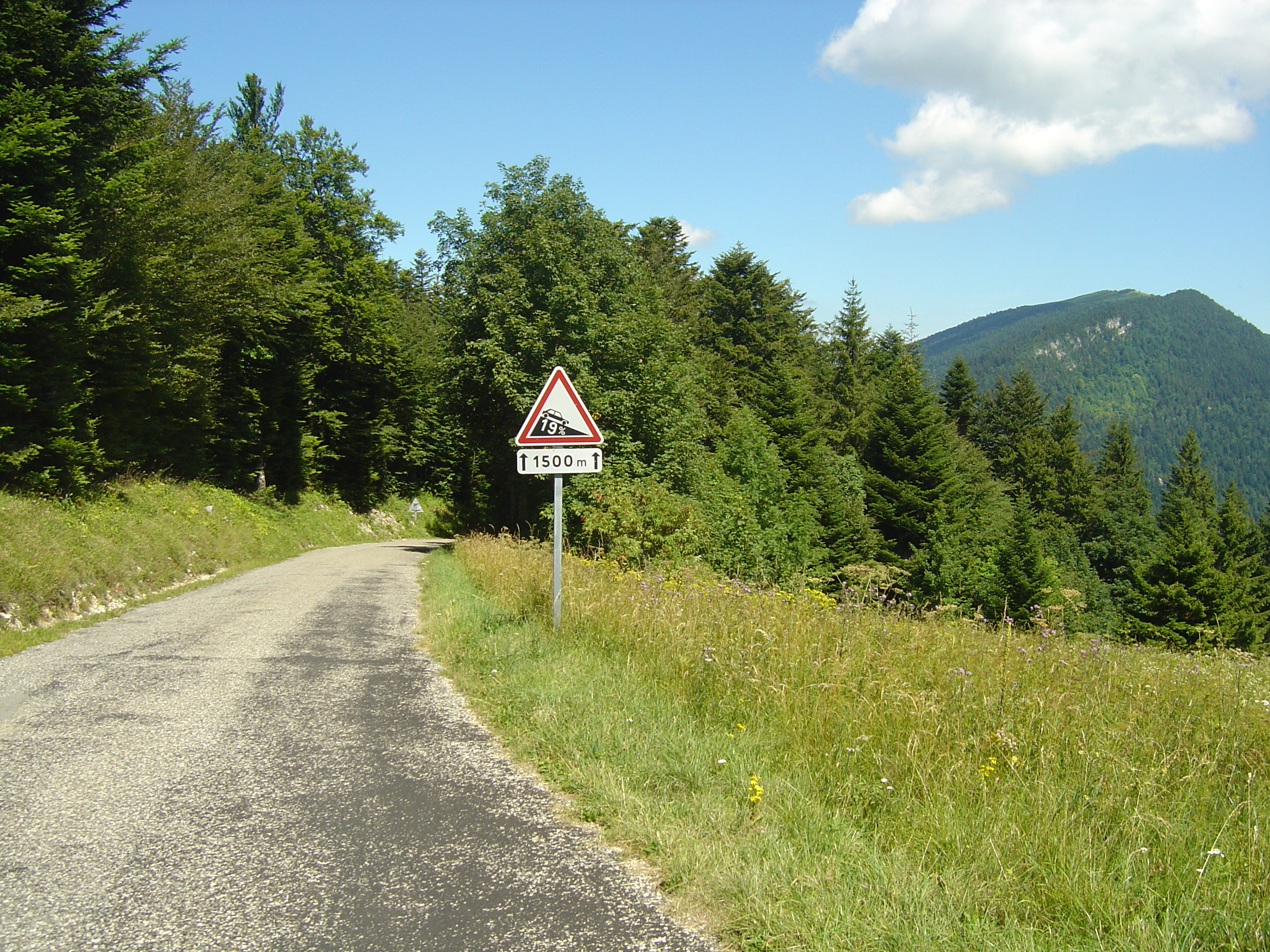
Un panneau qui annonce un secteur très difficile avec des passages à 19 % sur 1,5 km.
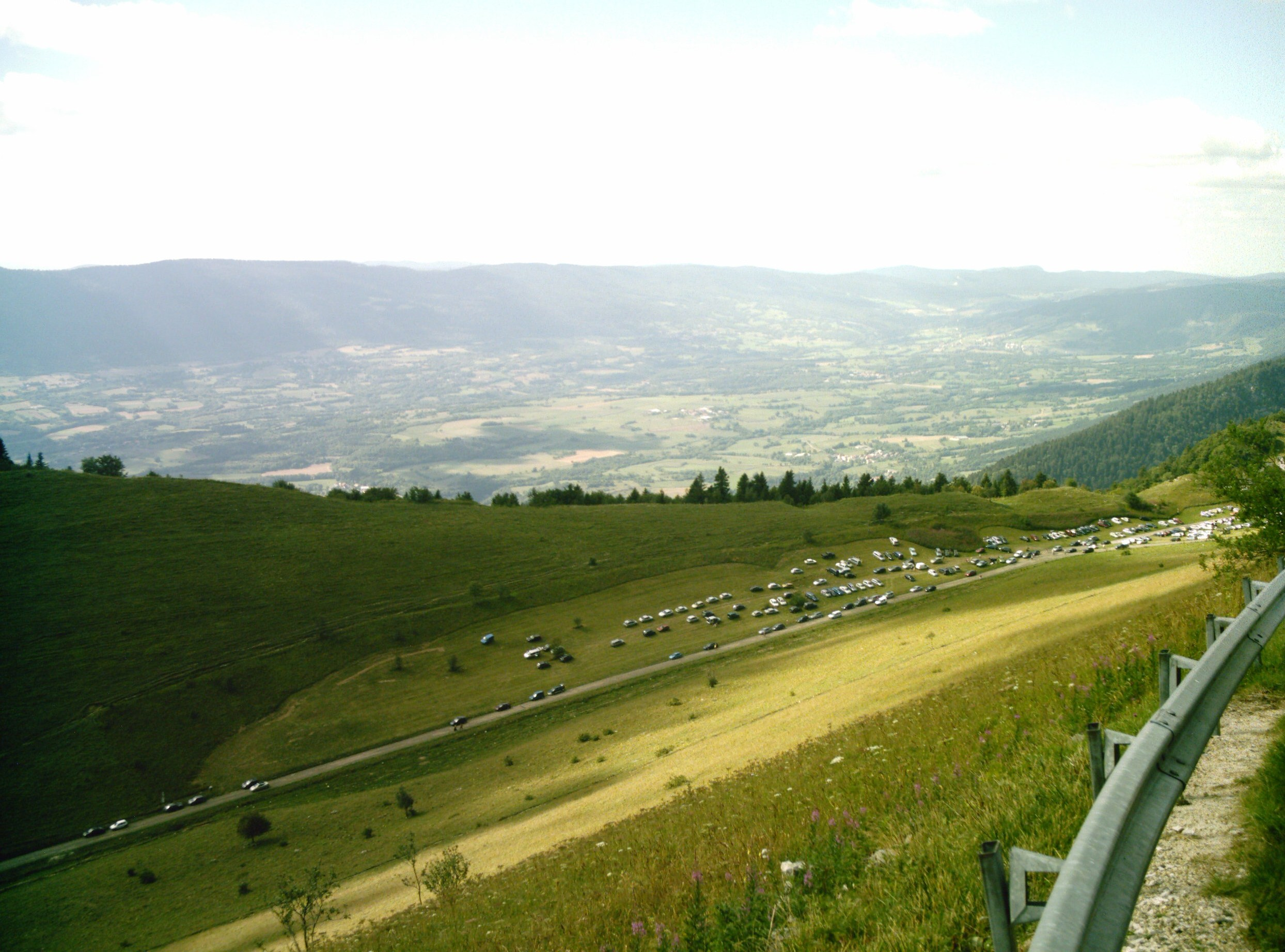
Plus bas, les derniers kilomètres de la route du col du Grand Colombier.
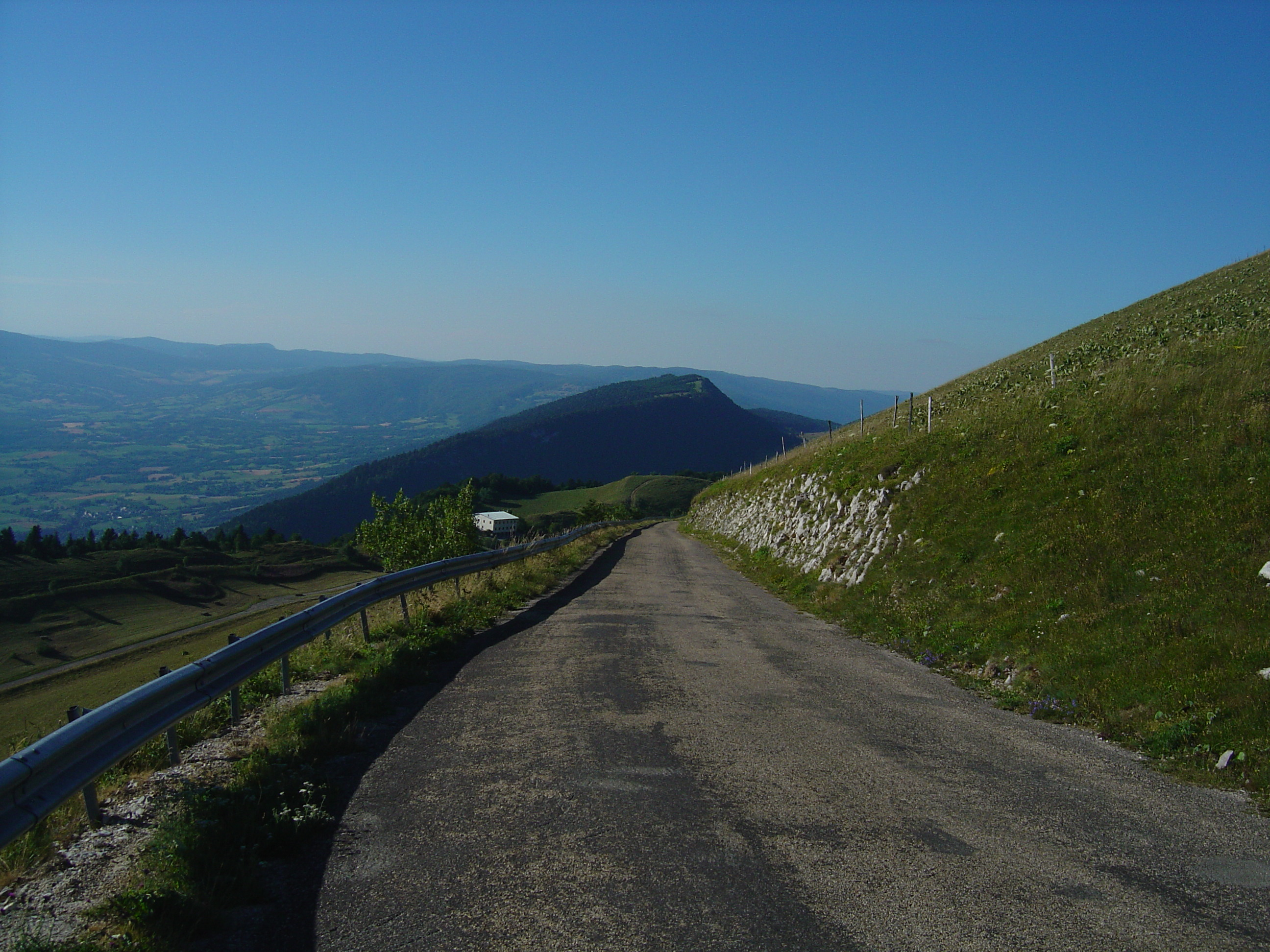
Le dernier kilomètre de l'ascension.

La route depuis Culoz (18,3 km à 6,9 %) commence au carrefour (244 m) entre la D 120 et la D 904. Elle passe par la falaise surplombant la ville, avec de nombreux points de vue sur la vallée, au fil des virages. Cette première partie étant très peu ombragée, la chaleur est donc une difficulté supplémentaire par temps sec. La pente est soutenue dans ce secteur (portions fréquentes à 9 et 10 % et même jusqu'à 14 % selon un panneau) mais un replat d'environ 2 km à 3 % suit avant la jonction (878 m) avec la route venant d'Anglefort, que l'on atteint après environ 9 km de montée. Cette dernière route, d'un profil de 15,2 km à 7,9 % jusqu'au sommet, présente auparavant une pente régulière et forte, de près de 6,5 km à 9,15 %. Les trois kilomètres suivants sont très difficiles avec des moyennes entre 9 et 11 % comprenant des passages à 14 %, l'ombre de la forêt apportant ici le seul soulagement. Cependant, les ultimes kilomètres, désormais à découvert, à partir du lieu-dit « la Sapette » (1 230 m) au carrefour du « Fenestré », sont globalement moins difficiles, entre 4 et 7 %.

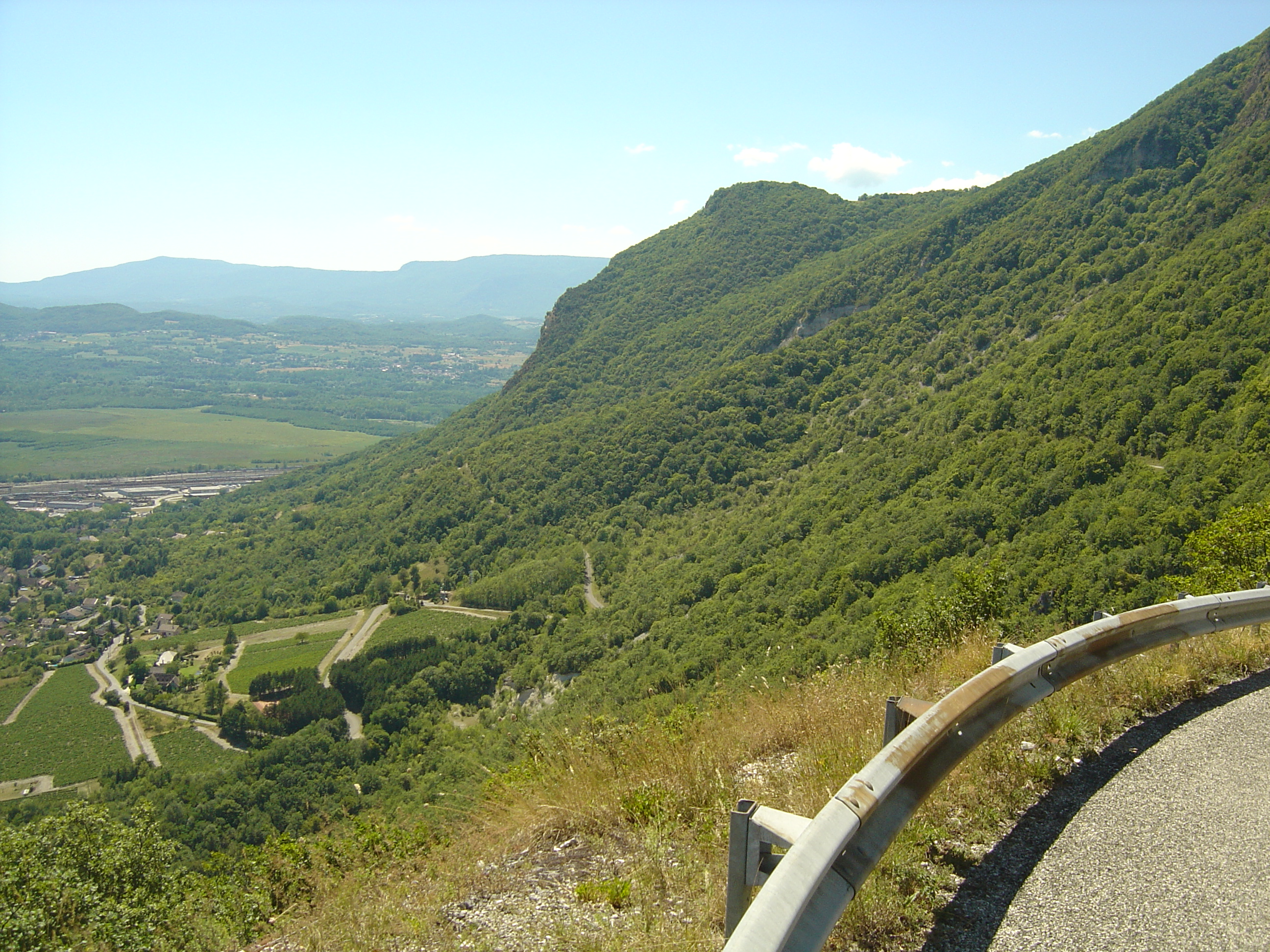
Plus bas, les premiers lacets de l'ascension depuis Culoz.
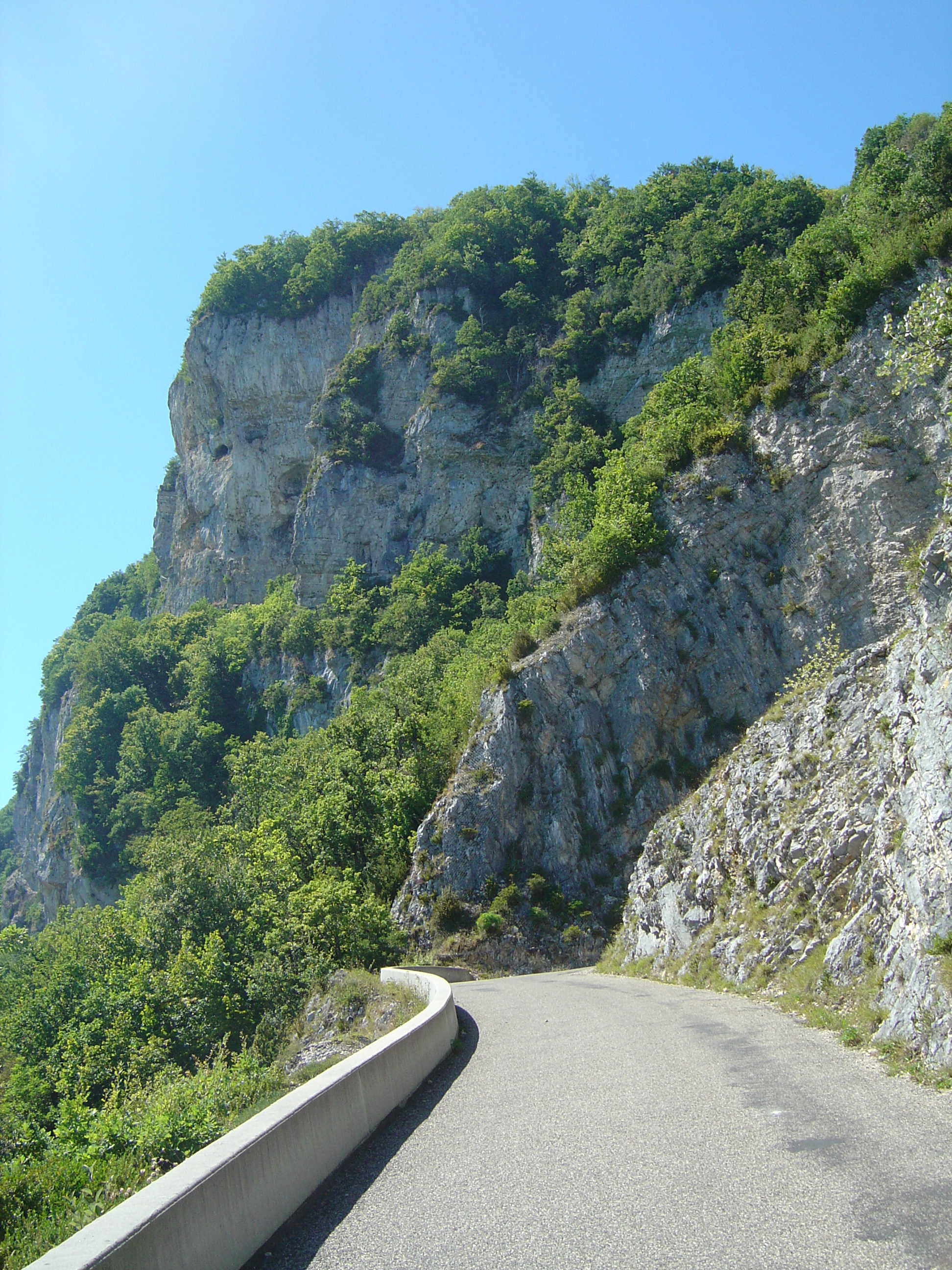
La route qui mène au col, en bordure de falaise.
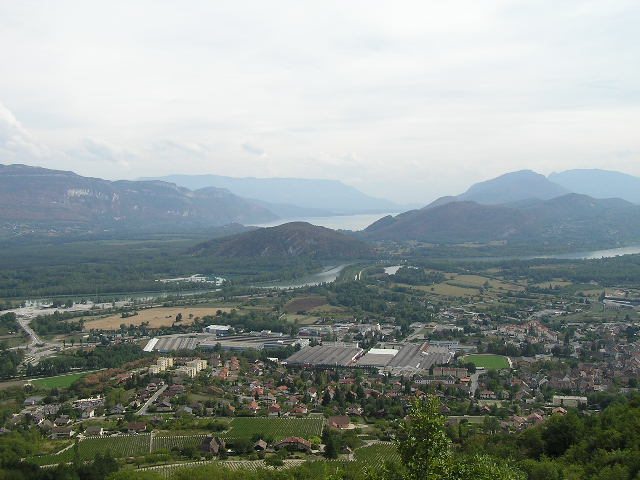
Vue depuis la route en bordure de falaise sur la plaine de Culoz et le lac du Bourget.
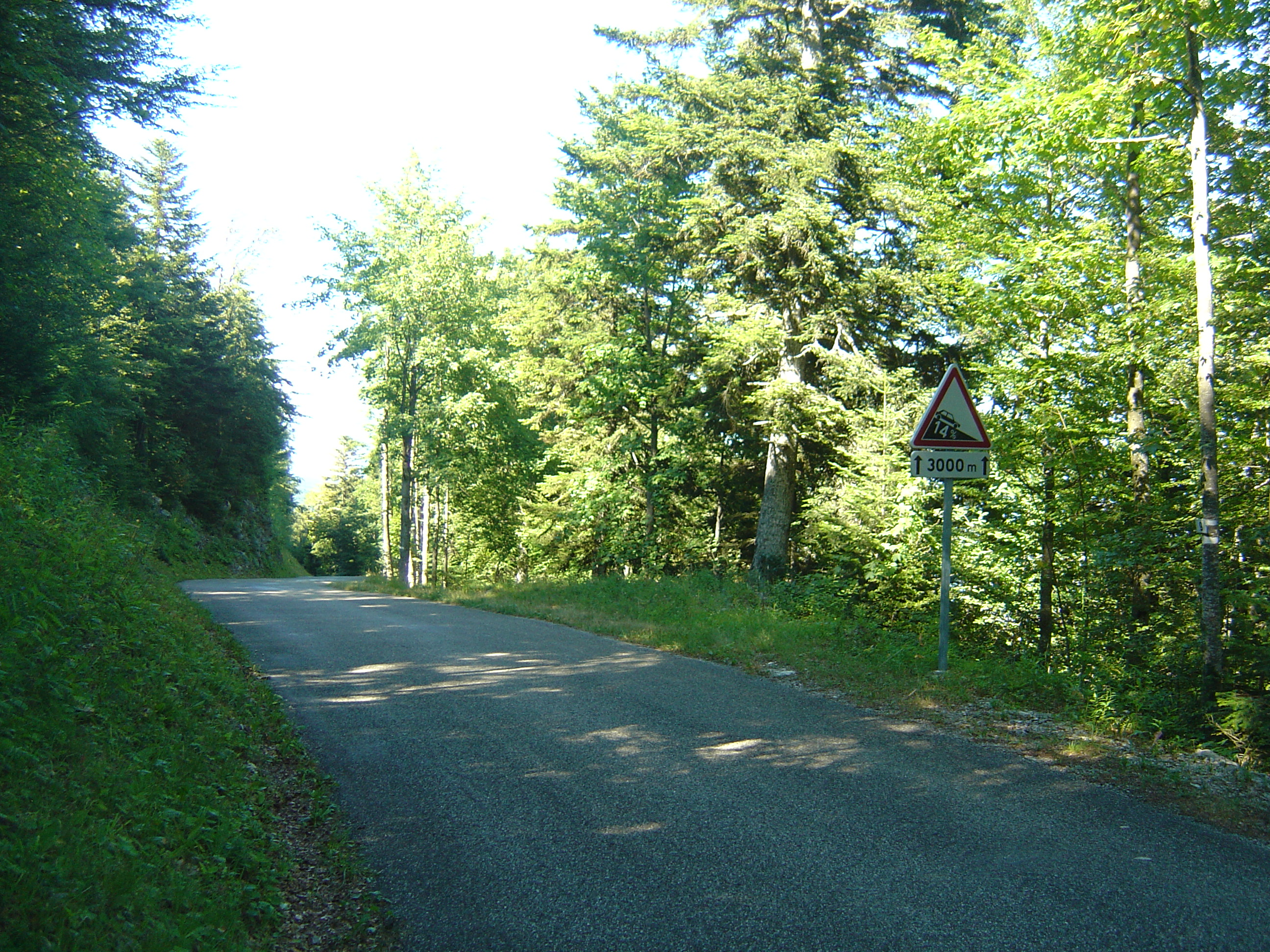
Secteur difficile après le croisement des routes d'Anglefort et de Culoz. Le kilomètre précédent, proche de 11,5 % de moyenne, comprend des passages à 14 %.

### Courses professionnelles

#### Tour de France
Le col du Grand Colombier a été pour la première fois au programme du Tour de France 2012 lors de la dixième étape, escaladé par Culoz. Il était classé hors catégorie, ce qui en fait la première ascension du massif du Jura à être classée à ce niveau et la seule montée classée hors catégorie située en dehors des Alpes et des Pyrénées depuis que le puy de Dôme ne peut plus accueillir le Tour (jusqu'à l'introduction du col de la Biche et le retour du relais du Mont du Chat en 2017). C'est le Français Thomas Voeckler qui est passé en tête au sommet.
Le Grand Colombier est franchi lors de la quinzième étape du Tour de France 2016, entre Bourg-en-Bresse et Culoz, dans une configuration particulière. Après avoir gravi le col par Lochieu (classement hors catégorie), passé en tête par Rafał Majka, les coureurs effectuent une boucle en descendant par le versant d'Anglefort, puis en remontant par le versant de Culoz jusqu'au croisement du versant d'Anglefort, où ils redescendent de nouveau vers la vallée pour rallier l'arrivée à Culoz. Cette seconde ascension est nommée « lacets du Grand Colombier », en référence aux nombreuses épingles de l'ascension et du passage en serpent à flanc de montagne ; ils sont classés en 1re catégorie et de nouveau Rafał Majka bascule en tête.
En 2017, le Tour de France passe de nouveau au Grand Colombier, dans l'étape entre Nantua et Chambéry. Pour la première fois, il est abordé par le versant de Virieu-le-Petit et est classé hors catégorie. C'est Warren Barguil qui franchit le col en tête.
En 2020, le col du Grand Colombier est grimpé lors de la 15e étape, avec l'ascension de trois des quatre voies d'accès notamment pour l'arrivée d'étape. Le Slovène Tadej Pogačar remporte l'étape. Le tenant du titre Egan Bernal perd beaucoup de temps et ses ambitions au classement général.
En 2023, le col du Grand Colombier est à nouveau à l'arrivée de la 13e étape. C'est le Polonais Michał Kwiatkowski qui gagne l'étape.

#### Critérium du Dauphiné
L'ascension de ce col fut au programme du Critérium du Dauphiné libéré en 1988 ; Charly Mottet le franchit en tête (il terminera 3e du classement général à l'issue de la compétition). 
En 2012, c'est le Colombien Cayetano Sarmiento de l'équipe Liquigas-Cannondale qui passe le sommet en tête après l'avoir grimpé par Culoz.

#### Tour de l'Ain
Il est pour la première fois au programme du Tour de l'Ain en 1989. Barne Saint-Georges est donc le tout premier coureur à le franchir en tête et remporte l'étape.
En 1996, une des étapes emprunte le col du Grand Colombier sans que celui-ci marque l'arrivée d'une étape. David Delrieu le franchit en tête.
En 1998, une étape emprunte le col et c'est Alexandre Vinokourov qui le franchit en tête.

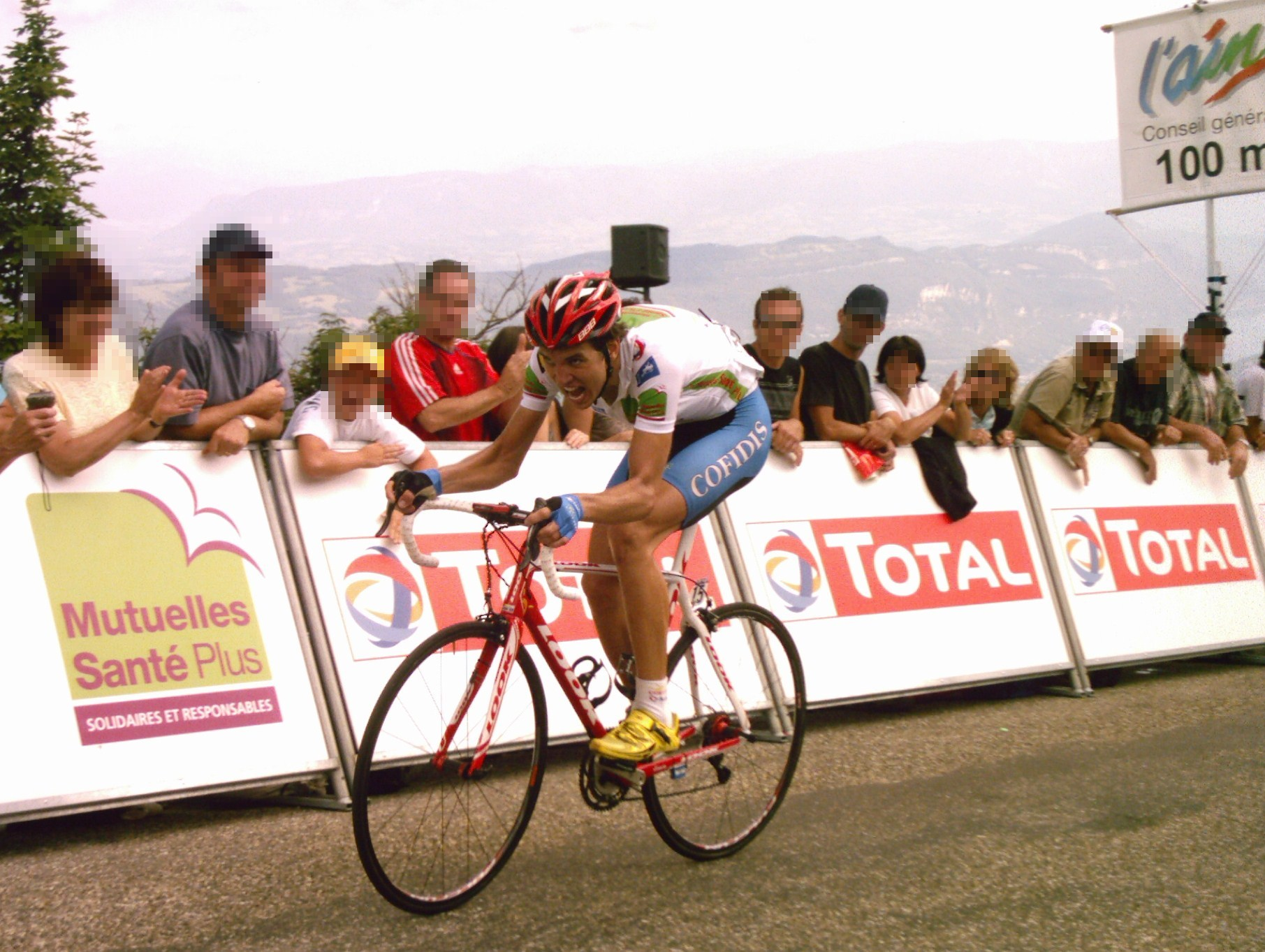
Rein Taaramäe au cours de la 4e étape Belley - Culoz, Col du Grand Colombier, qu'il remporte.

En 1999, les organisateurs décident de placer ce col en fin d'étape, comme en 1989. Tour à tour, Chris Jenner en 1999, David Delrieu en 2000, Marek Rutkiewicz en 2002, Carl Naibo en  2005, John Gadret en 2007 et Rein Taaramäe en 2009, s'y imposent au sommet, à chaque fois en empruntant la voie depuis Culoz.
Les coureurs grimpent le col par Lochieu lors de l'édition 2010, où Thibaut Pinot passe en tête au sommet.
Le même Thibaut Pinot s'adjuge la dernière étape, finissant au Grand Colombier et escaladé par Culoz, lors de l'édition 2011. Il devance alors David Moncoutié qui remporte pour sa part le classement général final.
En 2016, c'est Bart de Clercq qui passe en tête au col, en venant de Lochieu, dans une étape arrivant à Belley. En 2017, le col est à nouveau grimpé par Lochieu. Thibaut Pinot, maillot jaune, franchit encore une fois le sommet en tête et laisse l'étape à son ancien coéquipier Alexandre Geniez à Culoz. En 2019, alors que l'épreuve a été déplacée à la fin du mois de mai, l'ascension, grimpée par Culoz, constitue l'arrivée de la dernière étape. Thibaut Pinot, une nouvelle fois en réussite, fait coup double en remportant l'étape et le maillot jaune du Tour de l'Ain.
Sur le Tour de l'Ain 2020, le col du Grand Colombier est grimpé lors de la dernière étape sur une partie du versant ouest direct (montée dite de la Selle de Fromentel) puis comme arrivée d'étape par Culoz. Primož Roglič remporte l'étape devant les Colombiens Egan Bernal et Nairo Quintana, remportant par la même occasion cette édition.

#### Tour de l'Avenir
Les coureurs du Tour de l'Avenir l'ont grimpé en 1978, 1979 et 1998 par Virieu-le-Petit. À chaque fois, certains coureurs, surpris par la difficulté et n'ayant donc pas choisi un braquet adapté, ont mis pied à terre.